# Haz
Haz je bil etnarh muslimanske skupnosti v Hazariji. Njegov sedež je bil v mestu Hazaran, ki je bil s pontonskim mostom povezan s prestolnico Itil. Haz je imel verjetno nekaj oblasti nad oddelkom hazarske vojske, ki se je imenoval arsija ali al-larisija.